# Sermek
Sermek je priimek več znanih Slovencev:
- Dražen Sermek (*1969), slovenski šahovski velemojster hrvaškega rodu